# Спининг
Спининг от (англ. Spin- въртя) – общо название за разновидност на спортния риболов, при който се използват тъй наречените спинингови примамки – блесни /въртящи, клатещи, девони и др/, воблери, силиконови примамки.
Динамичен способ на риболов, при който риболовеца търси рибата посредством замятане на примамката във водоема и последователно обиране на влакното, привеждайки по този начин примамката в движение.
Спининг риболова е предназначен за улов на хищни риби.
Оборудването на спининговата въдица предполага: - спинингов телескопичен или коленни (на 2, 3 или 4 части) риболовен прът с дължина от 1.70 до 4.00 метра, спинингова макара и риболовна линия, която се състои от основно риболовно влакно /с дебелина 0,18 - 0,35 мм/, вирбел с карабинка, блесна, воблер, туистер или друга изкуствена примамка.

## Ултра Лайт Спининг Риболов (UL)
Под UL се подразбира риболов с много малки изкуствени примамки с тегло от десети от грама до максимум 5-7 гр. Използват се блесни с номера 00, 0, 1. Воблерите са максимално 3 см. и тегло до 3-4 гр. Могат да се ползват и малки силиконови примамки с леки волфрамови глави и максимална дължина 5 см. Пръчките са леки и къси. В повечето случаи се използват едноделни или двуколенни пръчки. Влакната са със сечение до 0.16 мм. за монофилни и до 0.10 за плетени. Вирбелите са малки с размери 14, 12 най-много 10.
UL се практикува в малки водоеми, реки и потоци където основната популация на рибата е с минимално тегло. Използва се и в ситуации, когато и по-големи риби „взимат“ много капризно и внимателно.

## Лайт Спининг Риболов (L)
Под L се подразбира риболов с малки примамки с тегло от 2 до 7-10 гр. Най-големите използвани блесни са 2-ри номер, воблери до 5-7 см. и тегло до 7 гр. Пръчките са с по-голяма акция и могат да достигат до 2.40 м. Оптималната им дължина обаче зависи от строя и конкретните условия по време на риболова.

## Medium Спининг Риболов (M)
Най-разпространената разновидност на спининг риболова, касаеща съотношението между тегло на примамката, сечение на влакното, акция и дължина на риболовния прът. Тежестта на примамките е 15-25 гр; сечението на влакното до 0.15 за плетено и 0.22 за монофилно влакно. Оптималната дължина на пръта е 2.70 м. При М вече може да се ползват и специални метални поводи предпазващи основното влакно от прегризване от хищни риби. Такива са щуката (за салдкводния риболов) и лефера (за морския).

## Heavy и Extra Heavy Спининг Риболов (H) (EH)
Примамките тук са вече доста тежки, като при в някои случаи (спининг риболов на влачене, тролинг) могат да достигат и до 100 гр. Влакната са диаметър до 0.50 за монофилни и 0.35 за плетени. Макарите побират до 200 м. влакно.

## BIG GAME
Най-интересната и най-скъпа разновидност на спининг риболова. Това е спининг риболова в открити морски и океански води. Пръчките са до 3 м изключително здрави с ролкови водачи, макарите (почти винаги мултипликатори) побират до 500 м. влакно със сечение 0.60. За примамки се използват плуващи пискюли, шляпащи по повърхността имитации на изкуствени рибки и други, а най-търсената риба е мерлинът (риба меч).